# Beta-2 mikroglobulin
Beta-2-mikroglobulin (β2m) je protein o relativně nízké molekulární hmotnosti 11,7 kDa složený z 99 aminokyselin. Sekundární struktura β2m se skládá ze dvou beta skládaných listů, které jsou spojeny jedním disulfidickým můstkem. Poprvé byl detekován v roce 1968 v moči pacientů s tubulární proteinurií. β2m hraje klíčovou roli v imunitním systému a slouží také jako důležitý biomarker pro stanovení řady onemocnění.

## Výskyt a funkce β2m
β2m je konstantně exprimován na povrchu všech jaderných struktur a v tělních tekutinách. Je důležitou součástí extracelulární domény MHC glykoproteinu I. třídy (MHC I), kde formuje lehký řetězec, který je nekovalentně připojen k těžkému řetězci. Takto se β2m podílí na stabilizaci struktury MHC I, což je esenciální pro prezentaci antigenu. Při degradaci MHC I se β2m uvolňuje ve formě volného cirkulujícího monomeru. Díky své malé velikosti je filtrován glomeruly do ledvinových tubulů. Za normálních podmínek je 99,9 % β2m vstřebáváno zpět do krve a močí je vylučováno pouze 0,1 %. U pacientů s poruchami funkce proximálních tubulů dochází k výraznému zvýšení hodnot β2m v moči.
β2m může také interagovat s různými proteiny, receptory či molekulami (např. s amyloidy, imunoglobuliny, IL-6, IL-8 a IL-10, či s některými růstovými faktory). Tímto má schopnost modulovat například expresi hormonů a růstových faktorů, či koordinovat interakce mezi cytokiny a jejich receptory. U některých leukémií, lymfomů a myelomů působí jako induktor apoptózy.

## Hodnoty β2m v tělních tekutinách
Denně se vytvoří okolo 50–200 mg β2m s poločasem rozpadu 1–2 hodiny. Hodnoty β2m stanovené v séru, moči a mozkomíšním moku se používají jako biomarkery pro mnoho onemocnění. Normální hladina β2m v séru se pohybuje v rozmezí 1,5–3 mg/ml. Zvýšené hodnoty β2m jsou přítomné u některých onemocnění.

### Zvýšené hladiny β2m v séru a plazmě
- Chronická onemocnění[2]
- Virové infekce (např. Cytomegalovirus, HIV)[2]
- Systémová onemocnění (např. revmatoidní artritida, Sjögrenův syndrom, systémový lupus erythematosus)[3]
- Nádorová onemocnění (např. rakovina prostaty, mnohočetný myelom)[4]
- Neurologická onemocnění (způsobené virem HTLV-1)[4]
- Stáří (bylo zjištěno, že vlivem stáří se hladina β2m v séru zvyšuje, což může vést ke kognitivní dysfunkci a narušení neurogeneze)[4]

### Zvýšené hladiny β2m v moči
- Poruchy funkce ledvin (amyloidóza u pacientů s dlouhodobou hemodialýzou)[1]
- Rejekce štěpu po transplantaci ledvin[4]

## Mutace β2m
Mutace β2m vedou k jeho úplné ztrátě nebo snížení exprese (jedná se např. o non-sense mutace, delece genu β2m na 15.chromozomu, epigenetické změny). Tyto mutace podporují únik nádoru před imunitním systémem, jelikož dochází k narušení prezentace antigenu přes MHC I. Dochází tak ke snížení schopnosti likvidace nádorových buněk pomocí CD8+ T-lymfocyty. Mutace v β2m byly pozorovány například u karcinomu žaludku, rakoviny prsu, rakoviny močového měchýře a u melanomu.